# Non son gelosa
Non son gelosa è un film del 1933 diretto da Carlo Ludovico Bragaglia.

## Produzione
Prodotto dalla Cines, come versione italiana di un film girato in Francia da Augusto Genina, autore del soggetto, girato presso gli stabilimenti Cines di Via Veio a Roma, la pellicola esce nelle sale all'inizio del 1933.

## La critica
- Enrico Roma, nelle pagine di Cinema Illustrazione del 26 aprile 1938 « Nel suo film precedente O la borsa o la vita, anche se aveva ricavato i motivi fondamentali della sua regia dall'ultimo Clair, qualche nota personale, il Bragaglia, ce l'aveva pur messa. Quindi bisognava insistere. Invece, eccolo qui, anche lui a battere l'abusata strada di tutti, a ricalcare la formula standard della Cines. Che abbia voluto dimostrare ai suoi avversari di conoscere il mestiere. Certo è che non avrebbe potuto seguire la falsariga dei vecchi cineasti e bisogna riconoscerlo che se, come credo, lo ha fatto di proposito a scopo dimostrativo, ci è riuscito in pieno. Lo scenario di Genina ripete antichissime situazioni teatrali, non nego che divertano ma da lui abbiamo il diritto di pretendere di più..»